# Teodora Ungureanu

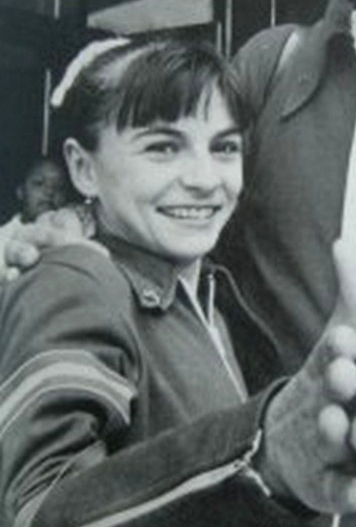
Teodora Ungureanu.

Teodora Ungureanu (Resita, 13 de novembro de 1960) é uma ex-ginasta romena que competiu em provas de ginástica artística.
Teodora fez parte da equipe romena que conquistou a medalha de prata nos Jogos Olímpicos de Montreal, em 1976, Canadá.

## Carreira
Teodora iniciou na ginástica aos seis anos de idade, e aos doze, entrou na recém formada escola de ginástica de Béla e Marta Károlyi. Em seu primeiro campeonato nacional infantil, em 1971, conquistou a medalha de ouro no concurso geral. No evento seguinte, na Copa Romena de Ginástica, terminou em quinto no all around e com o ouro por equipes. No ano posterior, no Campeonato Internacional Romeno, foi ouro por equipes e no evento geral.
Em 1975, aos quinze anos, competindo na categoria sênior, participou do Balkan Championships, terminando com a prata no individual geral. Na Copa Japão, foi medalhista de ouro no geral, salto e barras. No ano posterior, a ginasta participou da Copa Chunichi, sendo medalhista de prata no evento geral. No ano posterior, em sua primeira aparição olímpica, nos Jogos Olímpicos de Montreal, a ginasta conquistou a medalha de prata por equipes, atrás apenas da equipe soviética. Nos eventos individuais, a ginasta foi quarta no geral, bronze nas barras e prata na trave. Ainda em 1976, Teodora participou do desafio Romênia vs Estados Unidos, conquistando o ouro por equipes e a prata no geral.
No Campeonato Europeu de Praga, em 1977, a ginasta foi quarta colocada no individual geral, oitava no salto, e sétima nas barras assimétricas. No ano posterior, no Campeonato Mundial de Estrasburgo, foi medalhista de prata por equipes. Em seu último campeonato de grande porte, os Jogos Universitários de 1979, Teodora conquistou o ouro no individual geral, nas barras assimétricas e na trave, e o bronze no solo e por equipes.
Após o evento a ginasta anunciou oficialmente sua aposentadoria do desporto. Casou-se seis anos depois com o também ex-ginasta Sorin Cepoi, passando a viver na França, durante oito anos. Em 1993, mudou para os Estados Unidos, onde atualmente, vive com seu marido trabalhando no clube Dynamic Gymnastics em Westchester, Nova Iorque. Em 2001 a ex-ginasta fora introduzida no International Gymnastics Hall of Fame.

## Principais resultados
| Ano  | Evento                                    | AA                | Equipe            | Salto sobre o cavalo | Trave            | Barras assimétricas | Solo              |
| ---- | ----------------------------------------- | ----------------- | ----------------- | -------------------- | ---------------- | ------------------- | ----------------- |
| 1971 | Campeonato da República (categoria III)   | Medalha de ouro   | Medalha de ouro   |                      |                  |                     |                   |
| 1972 | Copa Romena de Ginástica (categoria II)   | 5º                | Medalha de ouro   |                      |                  |                     |                   |
| 1973 | Campeonato Internacional Romeno           | Medalha de ouro   | Medalha de ouro   |                      |                  |                     |                   |
| 1973 | Campeonato das Escolas                    | Medalha de ouro   |                   |                      |                  |                     |                   |
| 1975 | Balkan Championships                      | Medalha de prata  |                   |                      |                  |                     |                   |
| 1975 | Copa Japão                                | Medalha de ouro   |                   | Medalha de ouro      |                  | Medalha de ouro     |                   |
| 1975 | Pré-Olímpico                              | Medalha de bronze |                   |                      | Medalha de prata | 4º                  | Medalha de bronze |
| 1975 | Campeonato Internacional Romeno           | Medalha de prata  | Medalha de ouro   | Medalha de prata     | Medalha de prata | Medalha de prata    | Medalha de ouro   |
| 1976 | Champions All                             | Medalha de ouro   |                   |                      |                  |                     |                   |
| 1976 | Copa Chunichi                             | Medalha de prata  |                   |                      |                  |                     |                   |
| 1976 | Jogos Olímpicos                           | 4º                | Medalha de prata  |                      | Medalha de prata | Medalha de bronze   |                   |
| 1976 | Campeonato Internacional Romeno           | Medalha de prata  |                   |                      |                  |                     |                   |
| 1976 | Estados Unidos vs Romênia                 | Medalha de prata  | Medalha de ouro   |                      |                  |                     |                   |
| 1977 | Campeonato Europeu                        | 4º                |                   | 8º                   |                  | 7º                  |                   |
| 1978 | Campeonato Mundial de Ginástica Artística | Medalha de prata  |                   |                      |                  |                     |                   |
| 1979 | Jogos Universitários                      | Medalha de ouro   | Medalha de bronze |                      | Medalha de ouro  | Medalha de ouro     | Medalha de bronze |